# Gentianeae
Gentianeae es una tribu de plantas con flores perteneciente a la familia de las gentianáceas. 

## Descripción
Son plantas herbáceas con las hojas, a menudo, con una distinta roseta en la base. El cáliz es poco lobulado y profundamente dividido en la base. La corola es tubular o acampanada,   de color violeta, azul, verde, rojo, amarillo o blanco. El fruto es una cápsula, raramente una baya.

## Distribución
Se distribuye por las zonas templadas de todo el mundo , especialmente en Europa , América del Norte, Asia, Australia y América del Sur. Algunas especies también se encuentran en las montañas en  zonas tropicales de América del Sur y Central , África y Asia.

## Hábitat
Las especies de este grupo de gencianas crece en muchos tipos distintos de hábitats, tales como   bosques, praderas y montañas.

## Géneros
| - Bartonia - Chionogentias - Comastoma - Crawfurdia - Frasera - Gentiana - Gentianella | - Gentianodes - Gentianopsis - Halenia - Jaeschkea - Latouchea - Lomatogoniopsis - Lomatogonium | - Megacodon - Metagentiana - Obolaria - Pterygocalyx - Swertia - Tripterospermum - Veratrilla |